# Літтл-Гокінг (Огайо)
Літтл-Гокінг (англ. Little Hocking) — переписна місцевість (CDP) в США, в окрузі Вашингтон штату Огайо. Населення — 244 особи (2020).

## Географія
Літтл-Гокінг розташований за координатами 39°15′31″ пн. ш. 81°42′11″ зх. д. / 39.25861° пн. ш. 81.70306° зх. д. (39.258547, -81.702951).  За даними Бюро перепису населення США в 2010 році переписна місцевість мала площу 1,11 км², з яких 1,07 км² — суходіл та 0,03 км² — водойми.

## Демографія
Згідно з переписом 2010 року, у переписній місцевості мешкали 263 особи в 112 домогосподарствах у складі 73 родин. Густота населення становила 238 осіб/км².  Було 127 помешкань (115/км²).
Расовий склад населення:
| - 97,0 % — білих - 0,8 % — чорних або афроамериканців |

До двох чи більше рас належало 2,3 %. Частка іспаномовних становила 0,0 % від усіх жителів.
За віковим діапазоном населення розподілялося таким чином: 20,2 % — особи молодші 18 років, 62,3 % — особи у віці 18—64 років, 17,5 % — особи у віці 65 років та старші. Медіана віку мешканця становила 44,1 року. На 100 осіб жіночої статі у переписній місцевості припадало 96,3 чоловіків;  на 100 жінок у віці від 18 років та старших — 96,3 чоловіків також старших 18 років.
Цивільне працевлаштоване населення становило 190 осіб. Основні галузі зайнятості: мистецтво, розваги та відпочинок — 22,6 %, роздрібна торгівля — 21,1 %, публічна адміністрація — 16,3 %, будівництво — 16,3 %.